# لس سالس سور وردون
لس سالس سور وردون (به فرانسوی: Les Salles-sur-Verdon) روستایی است که در پارک طبیعت منطقه وردون و در مجاورت دریاچه صلیب مقدس که در استان آلپ کوت دازور فرانسه قرار دارد ، واقع شده است . لس سالس سور وردون دارای کمپ‌های اقامتی هتل و رستوران‌های متعدد است . پارک آبی وردون و پلاژ دریاچه صلیب مقدس از مکان‌های تفریحی لس سالس سور وردون می‌باشد . برهنگی در پلاژ دریاچه صلیب مقدس مجاز می‌باشد . 